# بنه رحیمه
روستای رحمه زامل، روستایی است در عبدالخان از توابع بخش شاوور شهرستان کرخه در استان خوزستان ایران. این روستا دارای یک کتابخانه عمومی است. این روستا از قدمت زیادی تشکیل شده است.

## موقعیت
این روستا در ۲۵ کیلومتری شهرستان شوش دانیال است.

## جمعیت
این روستا در دهستان کرخا قرار داشته و براساس سرشماری سال ۱۳۸۵جمعیت آن ۱۶۹۶نفر (۲۳۲خانوار) بوده است.